# Liste der denkmalgeschützten Objekte in Osek
Grundlage dieser Liste der denkmalgeschützten Objekte in Osek (Okres Teplice) ist die ÚSKP-Liste (Ústřední seznam kulturních památek České republiky, deutsch Zentrale Liste der Kulturdenkmäler der Tschechischen Republik), die von der tschechischen Denkmalschutzbehörde NPÚ (Národní památkový ústav, deutsch Nationale Denkmalbehörde) seit 1987 geführt wird und an die seit dem Jahr 1850 geschaffenen Listen anschließt.

## Denkmalgeschützte Objekte nach Ortsteilen

### Osek(Ossegg)
| Lage                                                              | Objekt                                                                  | Beschreibung | ÚSKP-Nr.                  | Bild                                                                    |
| ----------------------------------------------------------------- | ----------------------------------------------------------------------- | --- | ------------------------- | ----------------------------------------------------------------------- |
| Osek 486 (Standort)                                               | Klášter Osek (Kloster Ossegg)                                           | Zisterzienserkloster Ossegg (Klášter cisterciáků Osek) | 42489/5-2722 Info Katalog | weitere Bilder                                                          |
| Osek, an der Ecke vom ehem. Spital im Kloster (Standort)          | Nepomuk-Statue                                                          | Nepomuk-Statue am ehem. Spital im Kloster | 43577/5-2711 Info Katalog | BW                                                                      |
| Osek, Kloster ()                                                  | Nepomuk-Statue                                                          | Nepomuk-Statue (verlegt ins Kloster) | 42564/5-2715 Info Katalog | Nepomuk-Statue                                                          |
| Osek, nám. Klášterní (Standort)                                   | Nepomuk-Statue                                                          | Nepomuk-Statue | 43365/5-2709 Info Katalog | Nepomuk-Statue                                                          |
| Osek, nám. Klášterní 30/2 (Standort)                              | Haus Nr. 2                                                              | Stadthaus | 42629/5-2702 Info Katalog | Haus Nr. 2                                                              |
| Osek, nám. Klášterní 3 (Standort)                                 | Haus Nr. 3                                                              | Stadthaus | 42396/5-2708 Info Katalog | Haus Nr. 3                                                              |
| Osek, nám. Klášterní (Standort)                                   | Kapelle                                                                 | Kapelle der Hl. Katharina | 42489/5-2722 Info Katalog | Kapelle                                                                 |
| Osek 21 (Standort)                                                | Zámeček Osek                                                            | Schlösschen Osek | 43356/5-2701 Info Katalog | Zámeček Osek                                                            |
| Osek 31 (Standort)                                                | Restaurant „Stropník“                                                   | Restaurant „Stropník“ | 42852/5-2703 Info Katalog | Restaurant „Stropník“                                                   |
| Osek, Obránců míru, am Restaurant „Stropník“ (Standort)           | Statue des Hl. Valentin                                                 | Statue des Hl. Valentin | 42639/5-2710 Info Katalog | Statue des Hl. Valentin                                                 |
| Osek 32 (Standort)                                                | Textilmanufaktur                                                        | Ehem. Textilwaren-Manufaktur | 43293/5-2704 Info Katalog | Textilmanufaktur                                                        |
| Osek 63 (Standort)                                                | Přádelna                                                                | Ehem. Spinnerei (Přádelna) | 43505/5-2705 Info Katalog | Přádelna                                                                |
| Osek 108 (Standort)                                               | Haus Nr. 108                                                            | Stadthaus | 43650/5-2706 Info Katalog | Haus Nr. 108                                                            |
| Osek, gegenüber von Nr. 168 (Standort)                            | Marien-Obelisk                                                          | Marien-Obelisk | 43250/5-2719 Info Katalog | Marien-Obelisk                                                          |
| Osek 193 (Standort)                                               | Haus Nr. 193                                                            | Stadthaus | 42936/5-2707 Info Katalog | Haus Nr. 193                                                            |
| Osek, Tyršova, ()                                                 | Putten-Skulpturen                                                       | Putten-Skulpturen (6 Stück) | 42556/5-4780 Info Katalog |                                                                         |
| Osek, Tyršova, bei Nr. 10 (Standort)                              | Putten-Skulpturen                                                       | Putten-Skulpturen, paarweise | 42943/5-2723 Info Katalog | Putten-Skulpturen                                                       |
| Osek, Karla Havlíčka Borovského (Standort)                        | Stadtpfarrkirche St. Peter und Paul                                     | Stadtpfarrkirche St. Peter und Paul | 42516/5-2720 Info Katalog | weitere Bilder                                                          |
| Osek, auf dem ehem. Friedhof bei der Peter-Paul-Kirche (Standort) | Grabdenkmal des Prinzen Josef von Sachsen in Form einer Pyramide        | Grabdenkmal des Prinzen Joseph Xavier Karl Raphael Philipp Benno von Sachsen bzw. von der Lausitz (1767–1802), genannt Chevalier de Saxe, Sohn von Franz Xaver von Sachsen | 42824/5-2712 Info Katalog | weitere Bilder                                                          |
| Osek, im östlichen Teil der Sokolská-Straße (Standort)            | Mariensäule                                                             | Mariensäule | 42349/5-2713 Info Katalog | Mariensäule                                                             |
| Osek, Nelsonská, am nördlichen Ende der Straße (Standort)         | Denkmal für die Opfer des Grubenunglücks im Schacht Nelson              | Denkmal für die Opfer des Grubenunglücks im Schacht Nelson III (1934) | 11775/5-2699 Info Katalog | Denkmal für die Opfer des Grubenunglücks im Schacht Nelson              |
| Osek, Straße nach Litvínov (Standort)                             | Kapelle an der Straße nach Litvínov                                     | Kapelle an der Straße nach Litvínov (Oberleutensdorf) | 42529/5-2717 Info Katalog | Kapelle an der Straße nach Litvínov                                     |
| Osek, am unteren Bahnhof (Standort)                               | Burgstätte                                                              | Ehem. befestigte Siedlung (archäologische Fundstelle) | 42862/5-2724 Info Katalog | BW                                                                      |
| Osek, am unteren Bahnhof (Standort)                               | Denkmal für die Opfer des Grubenunglücks im Schacht Nelson 1934         | Denkmal für die Opfer des Grubenunglücks im Schacht Nelson in Ossegg (1934)                                                                                                | 42786/5-2593 Info Katalog | Denkmal für die Opfer des Grubenunglücks im Schacht Nelson 1934         |
| Osek, Hřbitovní (Stadtfriedhof) (Standort)                        | Denkmal für die Opfer des Grubenunglücks im Schacht „Fortschritt“ 1893  | Denkmal für die Opfer des Grubenunglücks im Schacht „Fortschritt“ in Dux (1893) auf dem Friedhof                                                                           | 85719/5-5289 Info Katalog | Denkmal für die Opfer des Grubenunglücks im Schacht „Fortschritt“ 1893  |
| Osek, Hřbitovní (Stadtfriedhof) (Standort)                        | Denkmal für die Opfer des Grubenunglücks im Schacht „Frisch Glück“ 1900 | Denkmal für die Opfer des Grubenunglücks im Schacht „Frisch Glück“ in Dux (1900) auf dem Friedhof                                                                          | 85720/5-5290 Info Katalog | Denkmal für die Opfer des Grubenunglücks im Schacht „Frisch Glück“ 1900 |
| Osek, Hřbitovní (Stadtfriedhof) (Standort)                        | Gräberfeld der Opfer des Grubenunglücks im Schacht Nelson 1934          | Gräberfeld der Opfer des Grubenunglücks im Schacht Nelson III in Ossegg (1934) auf dem Friedhof                                                                            | 43498/5-4942 Info Katalog | weitere Bilder                                                          |
| Osek, Hřbitovní (am Stadtfriedhof) (Standort)                     | Ruhestein von 1672 (Odpočinkový kámen)                                  | Odpočinkový výběrčí kámen (Ruhestein am Stadtfriedhof) | 43289/5-2716 Info Katalog | Ruhestein von 1672 (Odpočinkový kámen)                                  |
| Osek, Horská (Standort)                                           | Burg Rýzmburk (Burgruine Riesenburg)                                    | Hrad Rýzmburk (Riesenburg), zerstört | 43373/5-2725 Info Katalog | weitere Bilder                                                          |
| Osek, Horská, unterhalb der Burg (Standort)                       | Kapelle unterhalb der Burg                                              | Nepomuk-Kapelle (Patron Böhmens) unterhalb der Burg | 85722/5-5608 Info Katalog | weitere Bilder                                                          |

### Dlouhá Louka(Langewiese)
| Lage                                             | Objekt            | Beschreibung      | ÚSKP-Nr.                  | Bild |
| ------------------------------------------------ | ----------------- | ----------------- | ------------------------- | ---- |
| Dlouhá Louka 38, unterhalb der Kirche (Standort) | Bauernhaus Nr. 38 | Ländliches Gehöft | 43689/5-2726 Info Katalog | BW   |
| Dlouhá Louka 39, unterhalb der Kirche (Standort) | Bauernhaus Nr. 39 | Ländliches Gehöft | 42995/5-2727 Info Katalog | BW   |